# Frison oriental (cheval)
Alt-oldenburger
Pour les articles homonymes, voir Frison oriental (homonymie) et Frison.
Le Frison oriental (frison oriental : Ostfriesen) ou Alt-oldenburger est une ancienne race de chevaux, représentative du type warmblood lourd en Europe. Il est longtemps confondu avec l'Oldenbourg, devenu depuis un cheval de sport. Son élevage a presque cessé en 1964, face à la concurrence du tracteur agricole.
Cette race est désormais élevée en préservation, pour maintenir le modèle connu avant la Première Guerre mondiale. Contrairement au stud-book des chevaux de sport qui lui ont succédé, son registre d'élevage est partiellement fermé. Toutefois, l'évaluation externe et les tests de performance du stock reproducteur sont toujours des éléments clés dans ces registres.

## Étymologie et terminologie
La race a deux noms car le même cheval est élevé dans deux régions du nord-ouest de l'Allemagne : la Frise orientale et l'ancien Grand-duché d'Oldenbourg. Le nom « Alt-oldenburger », (alt signifiant « vieux »), distingue simplement ce cheval de son descendant, l'Oldenbourg moderne, qui est élevé pour le sport.

## Histoire

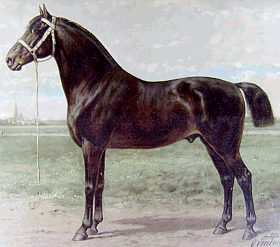
Lithographie d'un ostfriesen, 1898

La région de l'Allemagne qui se situe entre le fleuve Weser et la rivière Ems est appelée Frise orientale (Ostfriesland). Elle est bordée par les Pays-Bas et fait partie de la Frise. La Frise est caractérisée par les langues et les dialectes des peuples qui s'y sont installés, mais aussi par sa faible altitude et sa géographie côtière. La région colonisée par les Frisons est très agricole, grâce à la présence d'un sol marécageux fertile. Par ailleurs, la région de l'Oldenbourg a appartenu, au fil de son histoire, au Danemark et à l'Allemagne. Ce mélange culturel unique donne à la région une identité bien distincte. L'histoire des races Ostfriesen et Alt-oldenbuger est celle de l'adaptation des éleveurs à un marché dynamique.
Avant le XVIIe siècle, les chevaux de l'Oldenbourg sont du même type que ceux qui existent dans toute l'Europe au Moyen Âge : de petits et solides animaux aptes aux travaux de ferme, des chevaux de selle aux allures confortables, de rapides coursiers, et un très faible nombre de destriers très prisés. Les chevaux espagnols, ancêtres de l'Andalou, le Fredriksborg danois et le cheval napolitain sont très prisés de la noblesse Allemande des XVIIe siècle et XVIIIe siècle. Ils les croisent avec les juments de la région, créant une souche baroque. Plusieurs races à la robe sombre, le Groningen, le Frison, l'Ostfriesen, et l'Oldenbourg, en sont issus.
Les chevaux de l'Oldenbourg n'ont jamais eu de haras national, et leur première reconnaissance remonte à Anton Günther (1583–1667), comte d'Oldenbourg, réputé pour son investissement en faveur de l'élevage équin. Anton Günther ramène de ses voyages des animaux acquis en Espagne, en Italie, en Turquie et en Pologne. À partir de 1715, des évaluations rigoureuses sont mises en place.
En raison de sa grande proximité génétique avec le Sang-chaud lourd de Saxe-Thuringe et l'Alt-Württemberger, le Frison oriental ou Alt-Oldenburger est inclus au groupe de races du warmblood lourd.

## Description

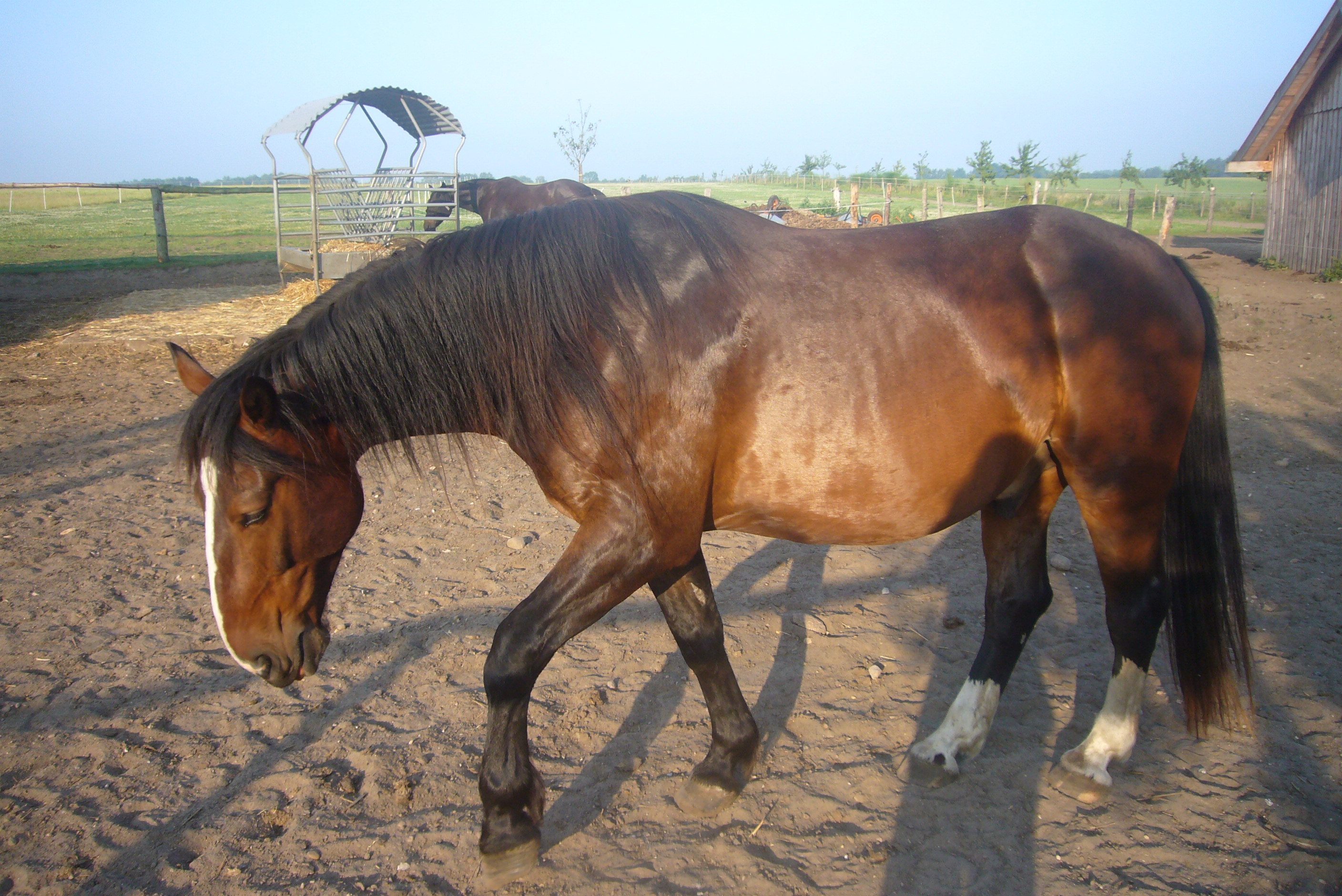
Ostfriesen

Ces chevaux sont désormais élevés en préservation sur la base de croisements. Ils doivent être polyvalents et équilibrés, dotés d'un tempérament calme. La constitution doit être forte et l'animal doit convenir à l'équitation et à l'attelage. Le pas et le trot doivent présenter une certaine extension. La tête doit être expressive avec un grand œil amical. L'encolure est musclée, de longueur moyenne, bien formée et placée haut, l'épaule musclée, le garrot bien défini. Le dos est de longueur moyenne, solide et élastique avec des reins larges, la croupe est légèrement inclinée, large et musclée. Les membres doivent être corrects et secs avec une grande solidité des os, les articulations très solides et adaptées à la taille du cheval, se terminant par des sabots bien formés.
À trois ans, le cheval doit mesurer entre 1,58 et 1,65 m de haut, avec une circonférence du canon de 22 à 24 cm. Les robes classiques sont le noir, le bai-brun et le bai foncé, bien que la bai clair, l'alezan et le gris se produisent. En règle générale, ils ont peu de marques blanches.
Il existe des croisements Ostfriesen/Alt-Oldenburg, Groningen, Saxe-Thuringe et Silésien.

## Utilisations

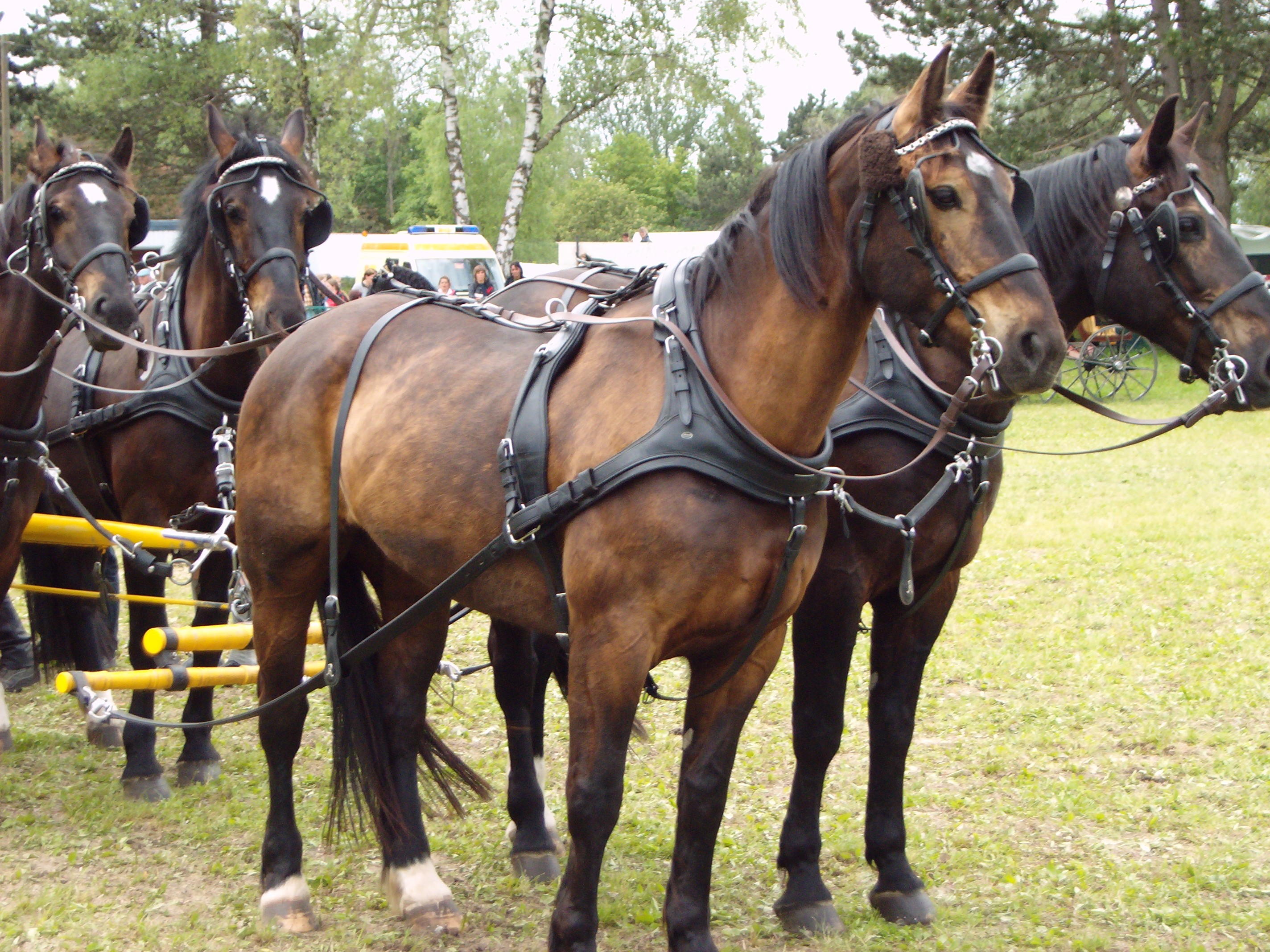
Ostfriesen / Alt-Oldenburgers attelés.

En raison de leur nature douce, les Ostfriesen / Alt-Oldenburgers sont utiles non seulement en traction hippomobile, mais aussi au travail de la police, et en équitation thérapeutique. Ils sont également utilisés dans les forêts pour des raisons écologiques. Quatorze hongres noirs Ostfriesen / Alt-Oldenburg ont été vendus à la Household Cavalry.
Il est aussi utilisé dans certaines unités de police montée. En particulier la police montée de Hanovre (de) utilise des Frisons orientaux parmi sa trentaine de chevaux.

## Diffusion de l'élevage
La base de données DAD-IS signale la race comme rare, et native d'Allemagne. En 2016, le stud-book compte 183 sujets de race pure. Par ailleurs, l'ouvrage Equine Science (4e édition de 2012) classe le Frison oriental parmi les races de chevaux de selle peu connues au niveau international.